# Il convegno (film 2023)
Il convegno (Konferensen) è un film del 2023 diretto da Alberto Turini. Il film è tratto dal romanzo omonimo di Alberto Turini.

## Trama
Un gruppo di dipendenti comunali partecipano a una conferenza con finalità di team building. Il gruppo si è stabilito in un luogo in cui ha organizzato la costruzione di un nuovo centro commerciale e, mentre alcuni di loro litigano su questioni di marketing, organizzative, a causa delle attività svolte durante il ritiro o perché si accusano l'un l'altro di illeciti svolti, un killer inizia a uccidere uno alla volta chi fra loro è lontano dal gruppo.
Quando il killer inizia a essere più spregiudicato e a farsi notare dai presenti, mentre tutti scappano iniziano anche a chiedersi chi si celi dietro la sua maschera: i sospetti sono su un collega assente dal ritiro e sul figlio di un uomo suicidatosi a causa di un esproprio eseguito per la costruzione del centro commerciale. La presenza dell'assassino, tuttavia, non spegne i conflitti fra due di loro, Lina e Jonas, con quest'ultimo intenzionato a uccidere la donna a causa delle scoperte che ha fatto sul suo conto.

## Distribuzione
Il film è stato distribuito sulla piattaforma Netflix a partire dal 13 ottobre 2023.

## Accoglienza
Nel momento della pubblicazione, il film ha acquisito una notevole popolarità presso i fruitori di Netflix, che lo hanno reso uno dei prodotti più guardati sulla piattaforma nel corso dell'ottobre 2023.
Francesco Chignola di TV sorrisi e canzoni cita l'opera in un elenco delle migliori novità disponibili nell'ottobre 2023 sulle piattaforme streaming. Federico Gironi di ComingSoon.it assegna 2,5 stelle su 5, affermando che il film: "si apprezza di più se visto come una commedia satirica, dato che il canonico rituale delle uccisioni procede in maniera programmatica e meccanica".